# Autoroute A1 (Suisse)
 (avril 2024).
Si vous disposez d'ouvrages ou d'articles de référence ou si vous connaissez des sites web de qualité traitant du thème abordé ici, merci de compléter l'article en donnant les références utiles à sa vérifiabilité et en les liant à la section « Notes et références ».
En pratique : Quelles sources sont attendues ? Comment ajouter mes sources ?
Pour les articles homonymes, voir Autoroute A1.
L'Autoroute A1 (en allemand : Autobahn 1) est une autoroute suisse, axe routier est-ouest du pays. Cette autoroute, qui va de la frontière française (Bardonnex) jusqu'à la frontière autrichienne (St. Margrethen), relie les principales régions culturelles ainsi que les principaux pôles économiques du pays en passant par les villes de Genève, Lausanne, Berne, Aarau, Zurich, Winterthour et Saint-Gall. Plus longue autoroute du réseau suisse, elle suit pour l'essentiel l'itinéraire de la route principale 1.
La construction de cette autoroute de 383 km a débuté en 1960. Les premiers tronçons ont été inaugurés en 1964 et les derniers en 2001. Initialement appelée N1, le nom a été changé en A1 en 1996, en vue de s'aligner sur les règlements en vigueur dans les pays voisins. Le coût total de construction est estimé à 9 milliards de francs suisses. Celui-ci a été entièrement payé par les impôts sur les carburants ainsi que la vignette automobile.

## Histoire
- En 1951, l'Office fédéral des routes publie un projet d'amélioration du réseau routier. Ce projet prévoit la construction d'autoroutes reliant les principales villes du pays qui sont Berne, Bâle, Genève et Zurich[1].
- Le 6 juin 1958, à la suite d'une votation populaire, le peuple suisse approuve à 85 % l'autorité du gouvernement dans la planification de la construction d'autoroutes. Son axe principal est la N1 entre Genève et le lac de Constance[1].
- 1960 : adoption de la loi sur le réseau routier national. Ambition pour un réseau de 1 811 km.
- 1962 : inauguration de la N1 entre Berne et Zurich sur 7,5 km entre Schönbühl et Wankdorf.
- Le premier tronçon d'autoroute est mis en service le 23 avril 1964 : Il s'agit du tronçon Lausanne-Genève de l'autoroute A1, réalisé en urgence en perspective de l'exposition nationale suisse de 1964 qui se tenait à Lausanne. Le coût total, y compris le contournement de Lausanne, fut de 265 millions de francs[1].
- 1973 : test de limitation de vitesse à 100 km/h, à la suite de la crise pétrolière.
- 1976 : le Conseil fédéral adopte la limitation de vitesse 130 km/h.
- 1981 : Ouverture du tronçon entre l'échangeur de Villars-Ste-Croix (Lausanne) et Yverdon
- 1984 : pour diminuer la pollution atmosphérique, la vitesse est abaissée à 120 km/h[2].
- Divers tronçons d'autoroute sont construits dans les années suivantes, et en 1987 celle-ci relie d'un trait Zurich avec Sankt Margrethen[1].
- Toujours en 1987, une initiative populaire est lancée, en vue d'abandonner le projet du tronçon de la A1 qui relie Berne à Lausanne via Morat et Yverdon. Cette initiative est finalement rejetée à 67 % à la suite d'une votation populaire en 1992[1].
- 1991 : inauguration du viaduc de Bardonnex, liaison de l'autoroute suisse au réseau autoroutier français.
- 1993 : inauguration de l'autoroute de contournement de Genève, de l'aéroport de Genève jusqu'à la douane de Bardonnex. Embranchement A1a en direction de Carouge.
- 1994 : Validation du tracé final et début des travaux sur le tronçon Yverdon - Payerne.
- 1996 : fin des appellations N (route nationales), pour A (autoroute).
- Le 5 avril 2001, le dernier tronçon de l'autoroute A1, qui relie Payerne à Yverdon est finalement mis en service (381 km), plus de 15 ans après la date prévue[1].
- 2020 : début du chantier de la Jonction autoroutière du Grand Saconnex (JAG) qui connecte l'A1 au nouveau tunnel des nations.

## Itinéraire

### A1

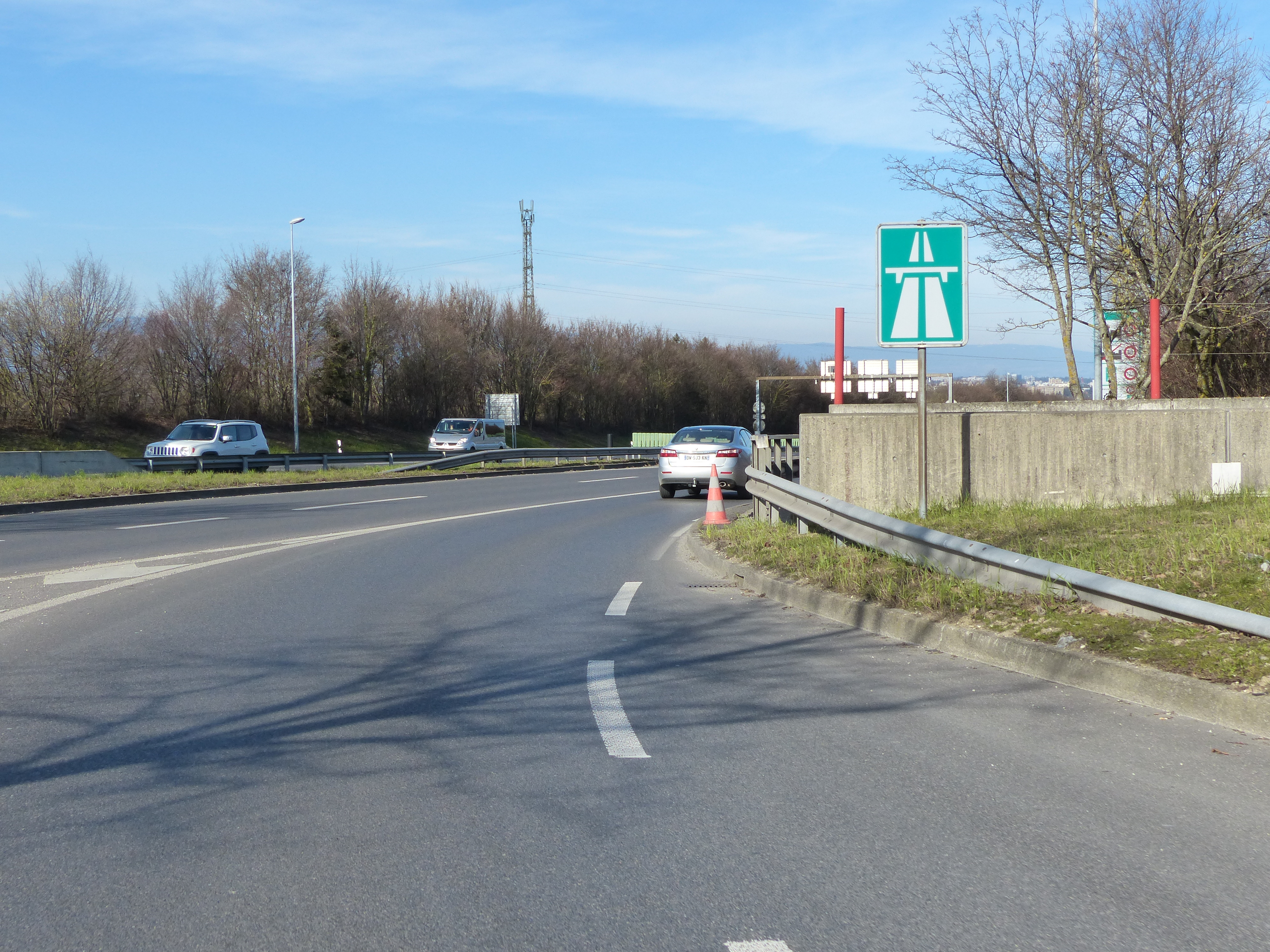
Début de l'autoroute en sortant de la douane de Bardonnex.

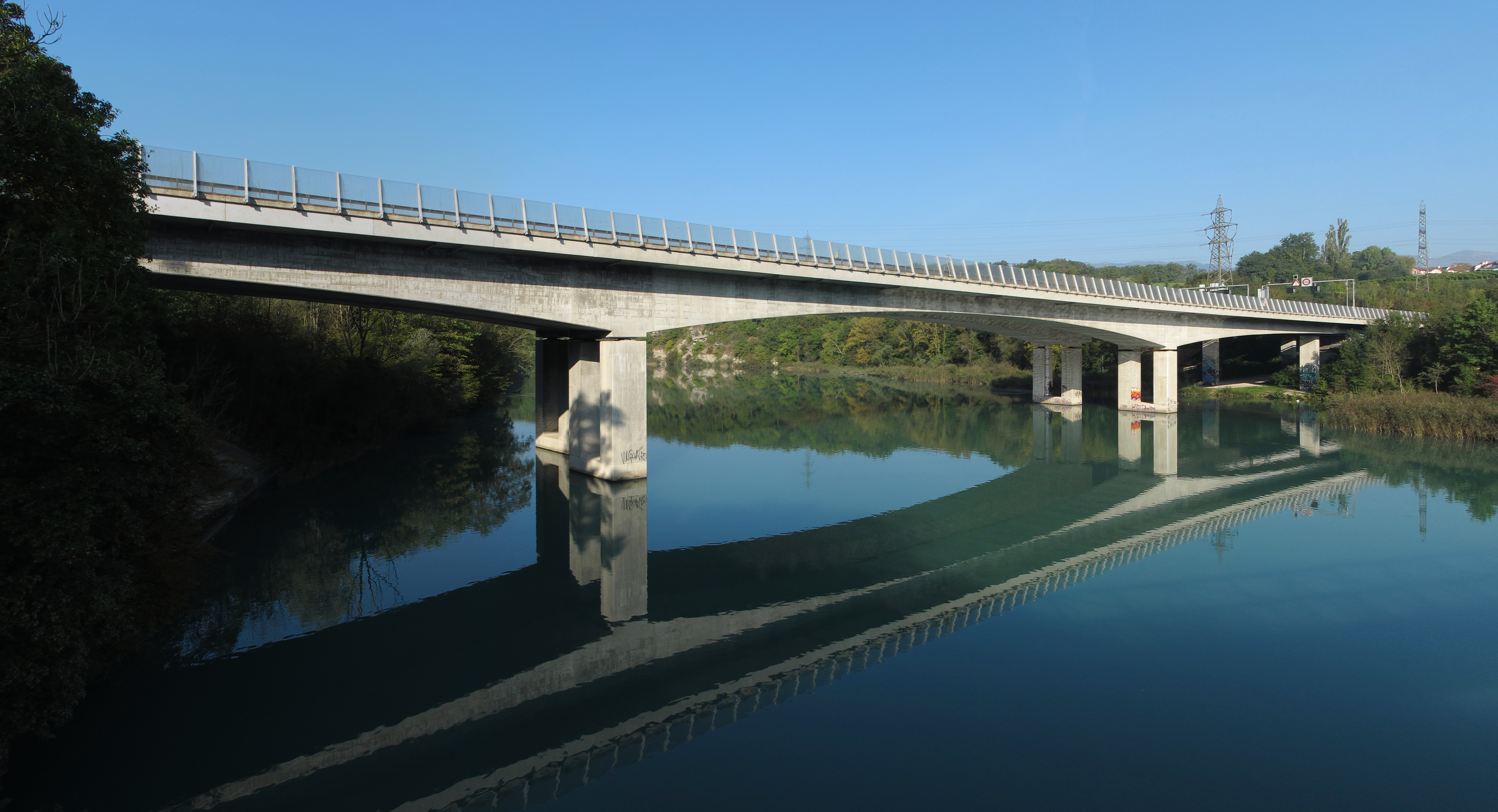
Pont d'Aigues-Vertes sur le Rhône entre Bernex (3) et Vernier (4).

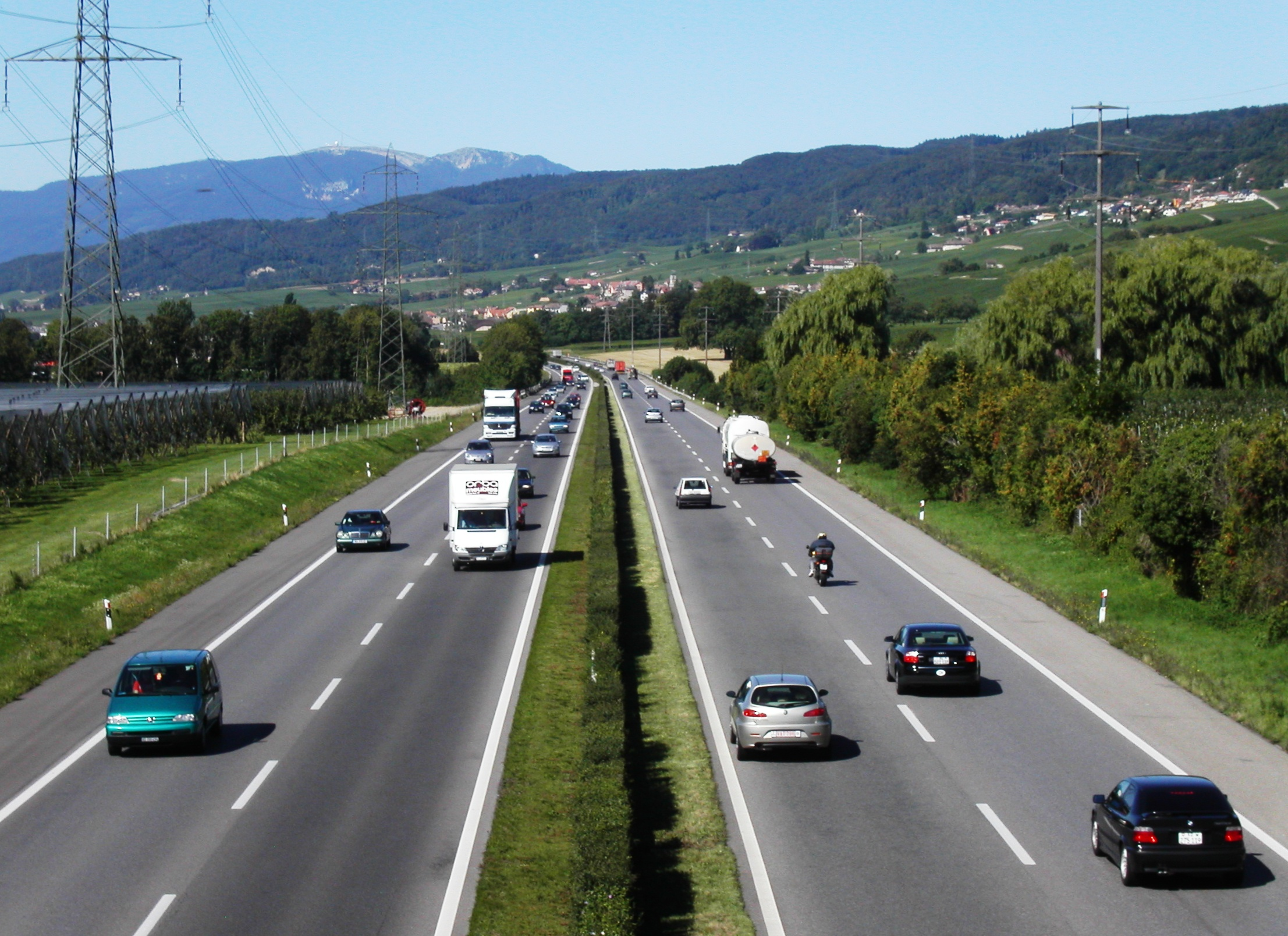
Autoroute A1 à Féchy, entre Rolle (13) et Aubonne (14).

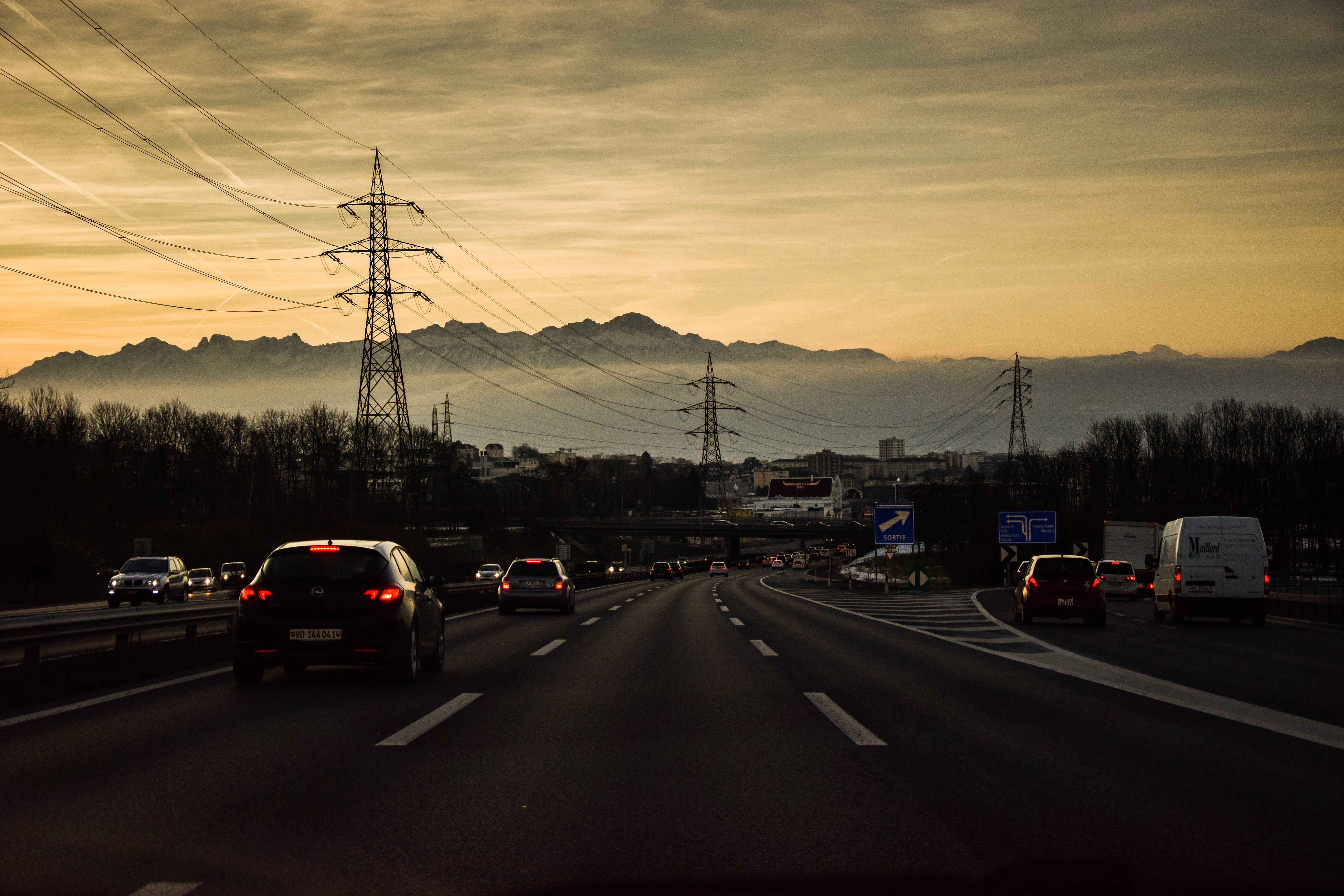
Vue sur les Alpes et le stratus au-dessus du lac Léman à la sortie 18 de Lausanne-Crissier.

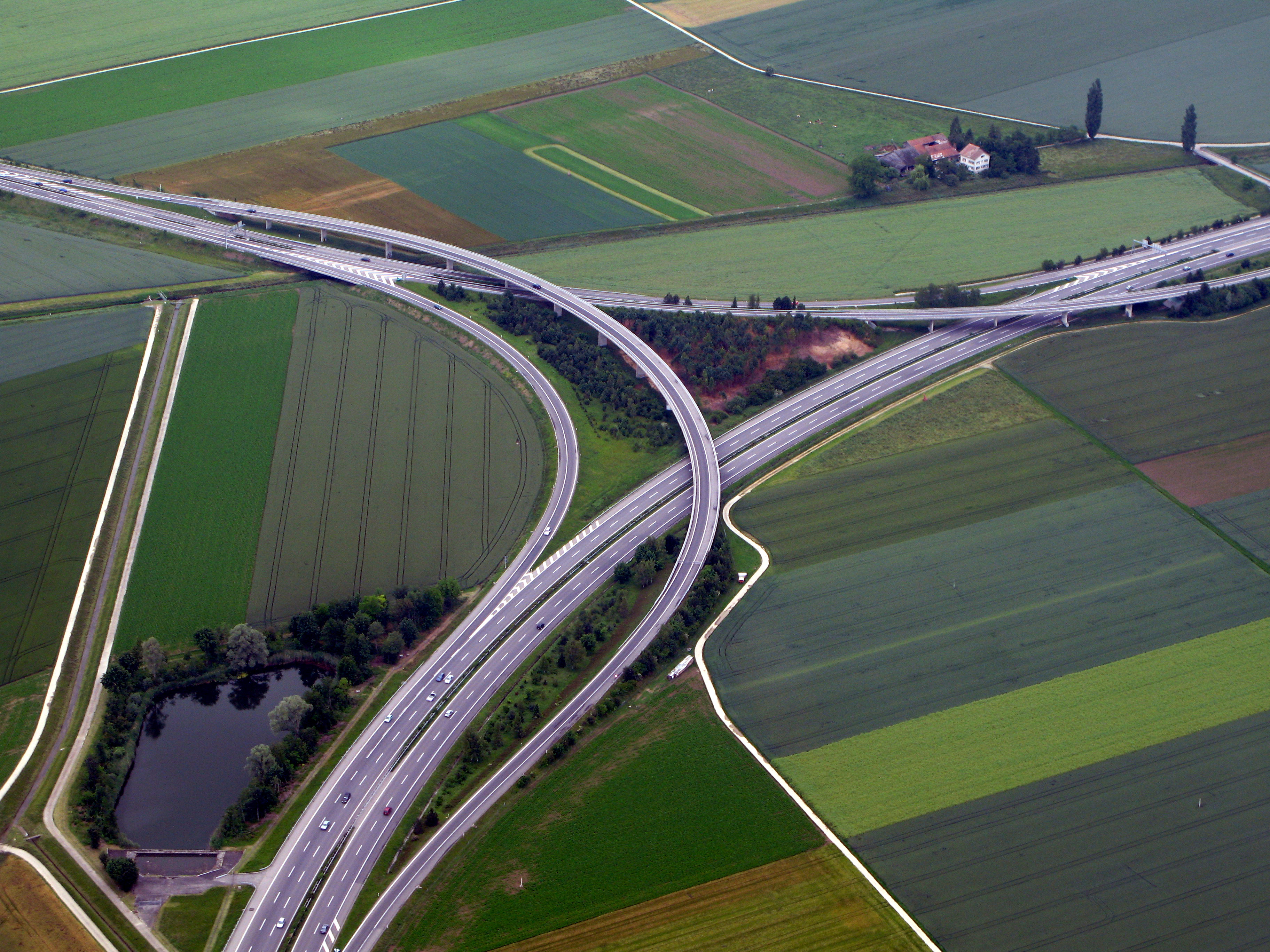
Échangeur 23 d'Essert-Pittet entre l'A1 et l'A9.

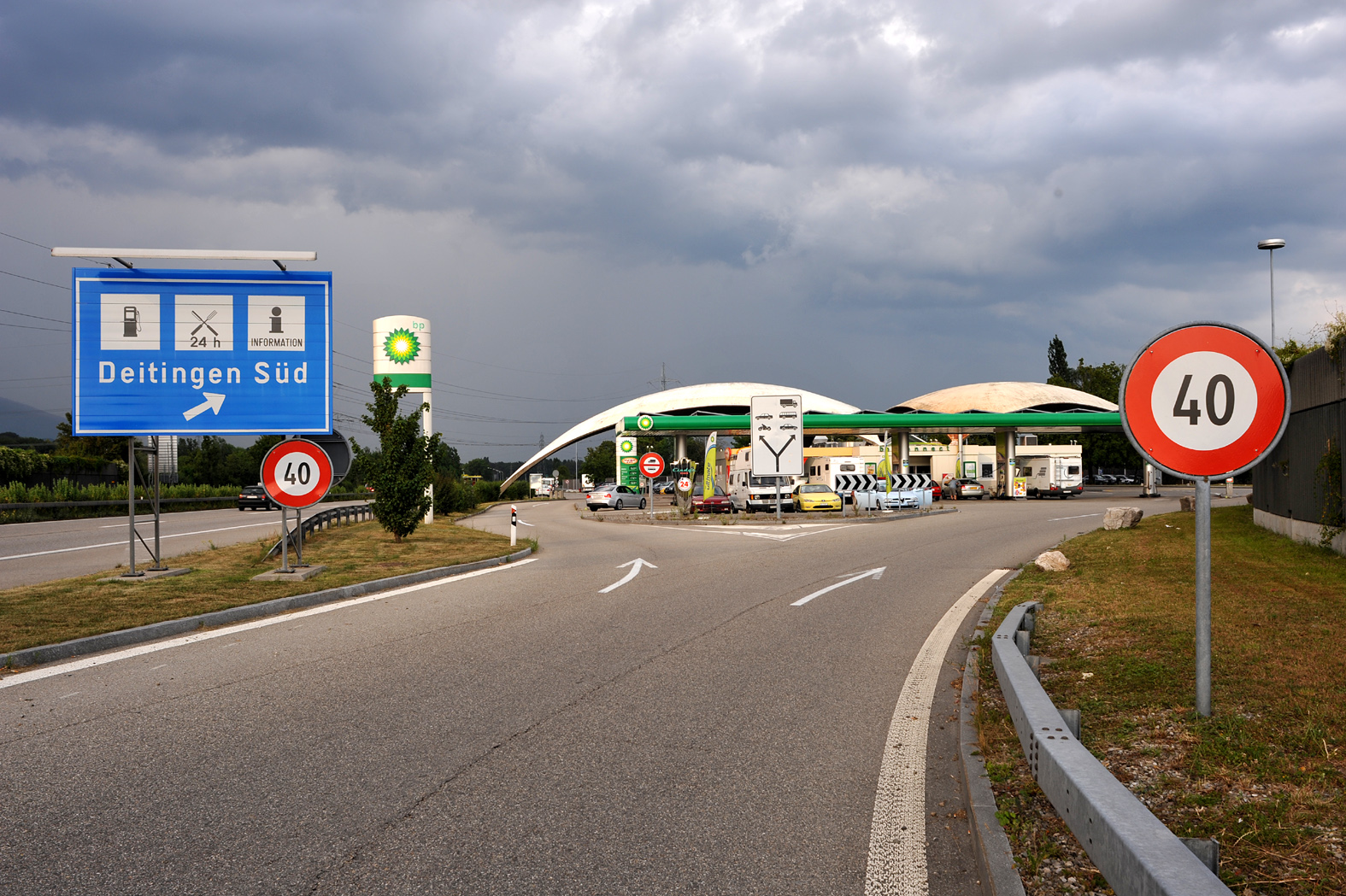
Restoroute de Deitingen entre l'échangeur 41 de Luterbach et la sortie 42 de Wangen an der Aare. Cette construction en béton de l'ingénieur Heinz Isler, construite en 1968, figure parmi les monuments d'importance régionale.

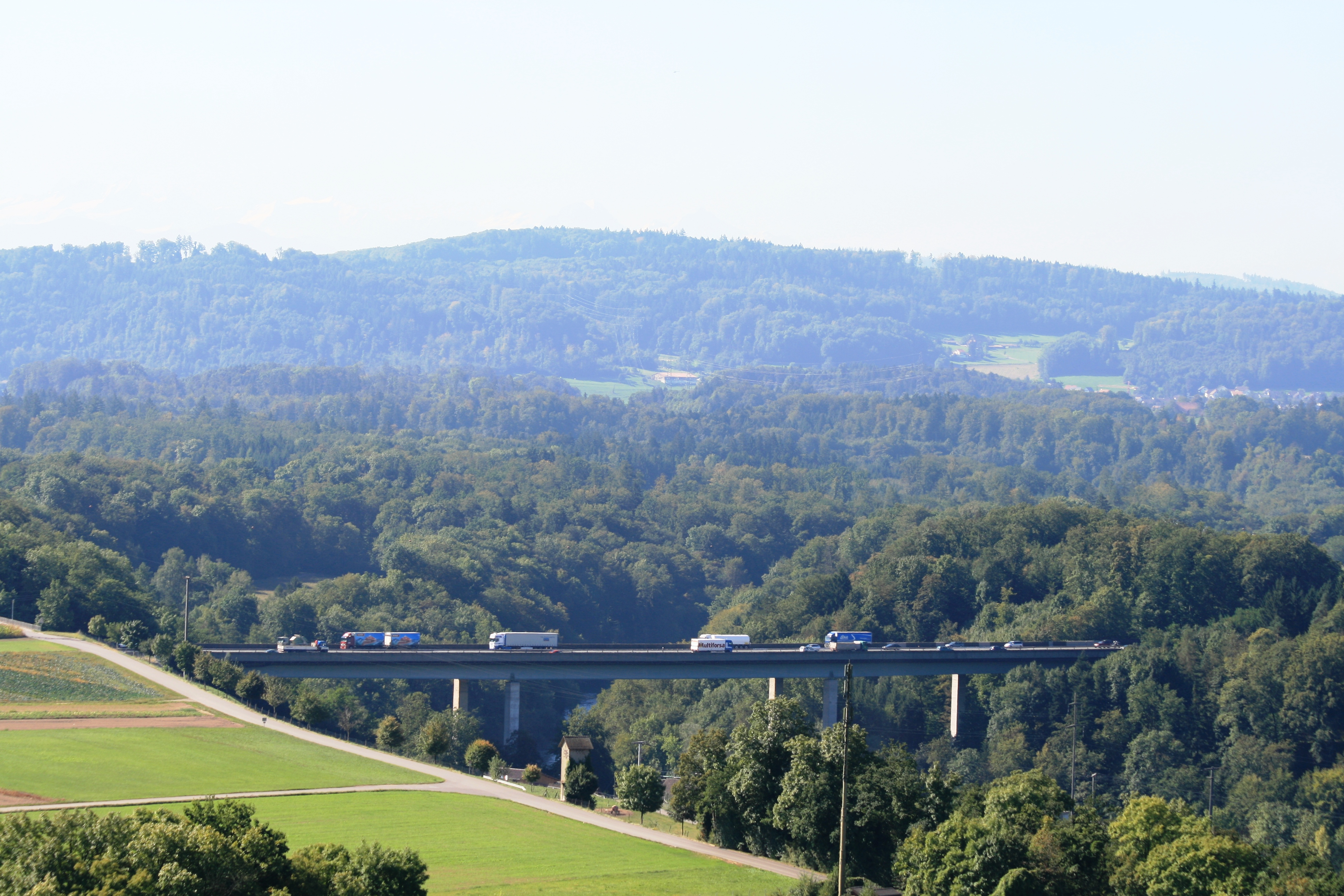
Viaduc sur la Reuss entre Birrfeld (53) et la sortie 54 Baden-West, ici l'A1 se confond avec l'A3.

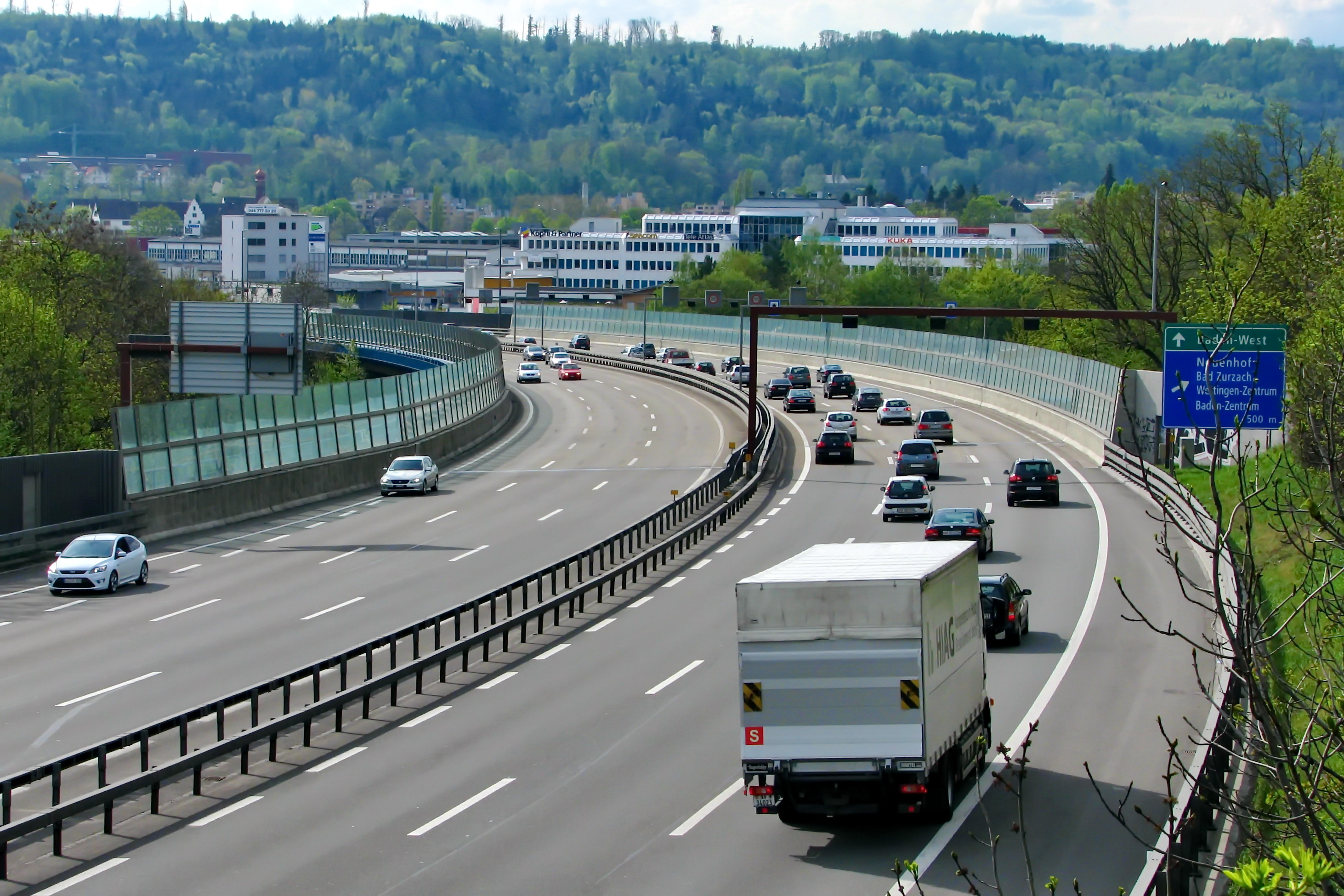
Avant la sortie 55 de Neuenhof pour Baden et Wettingen.

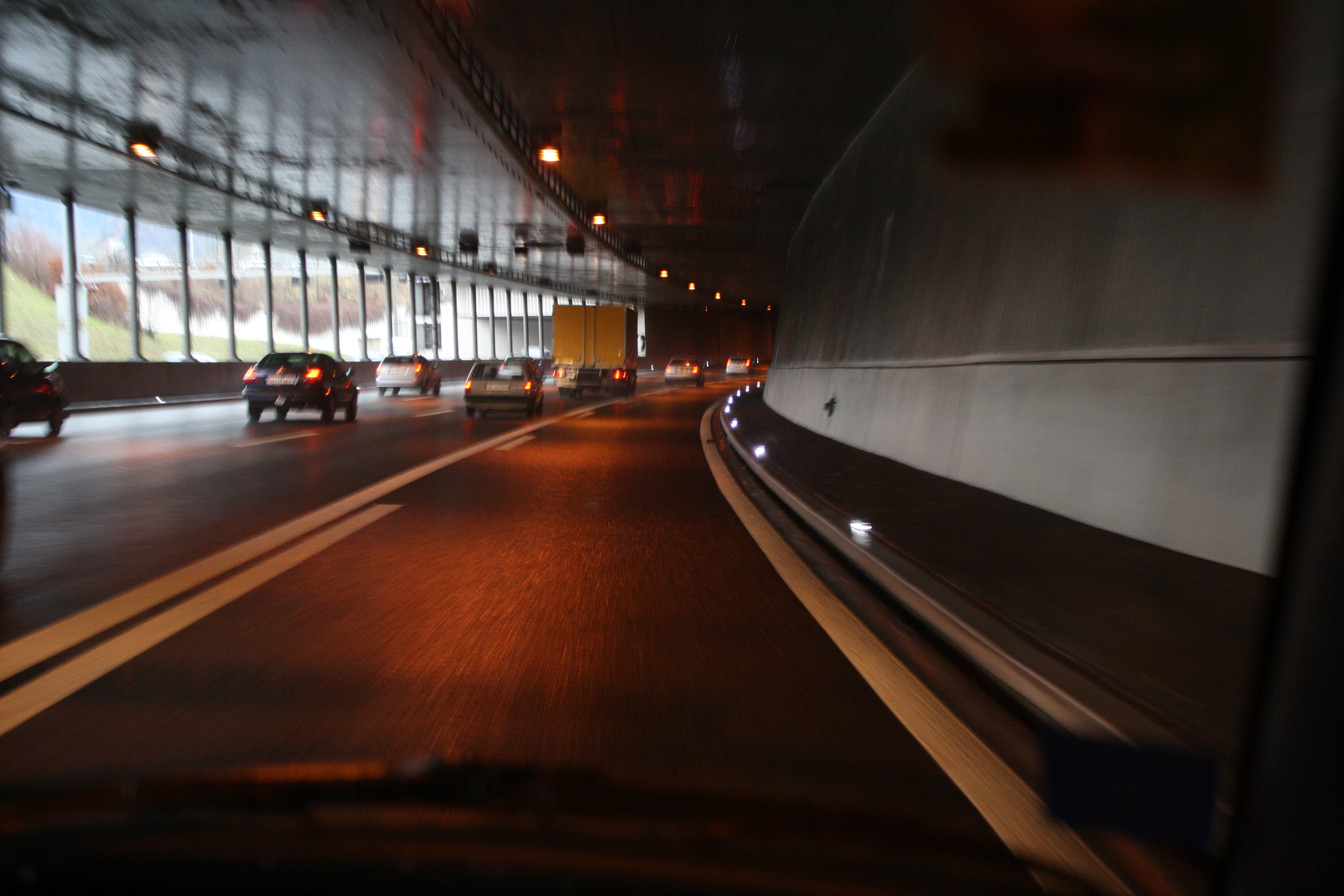
Entrée 55 à Neuenhof en direction de Zurich.

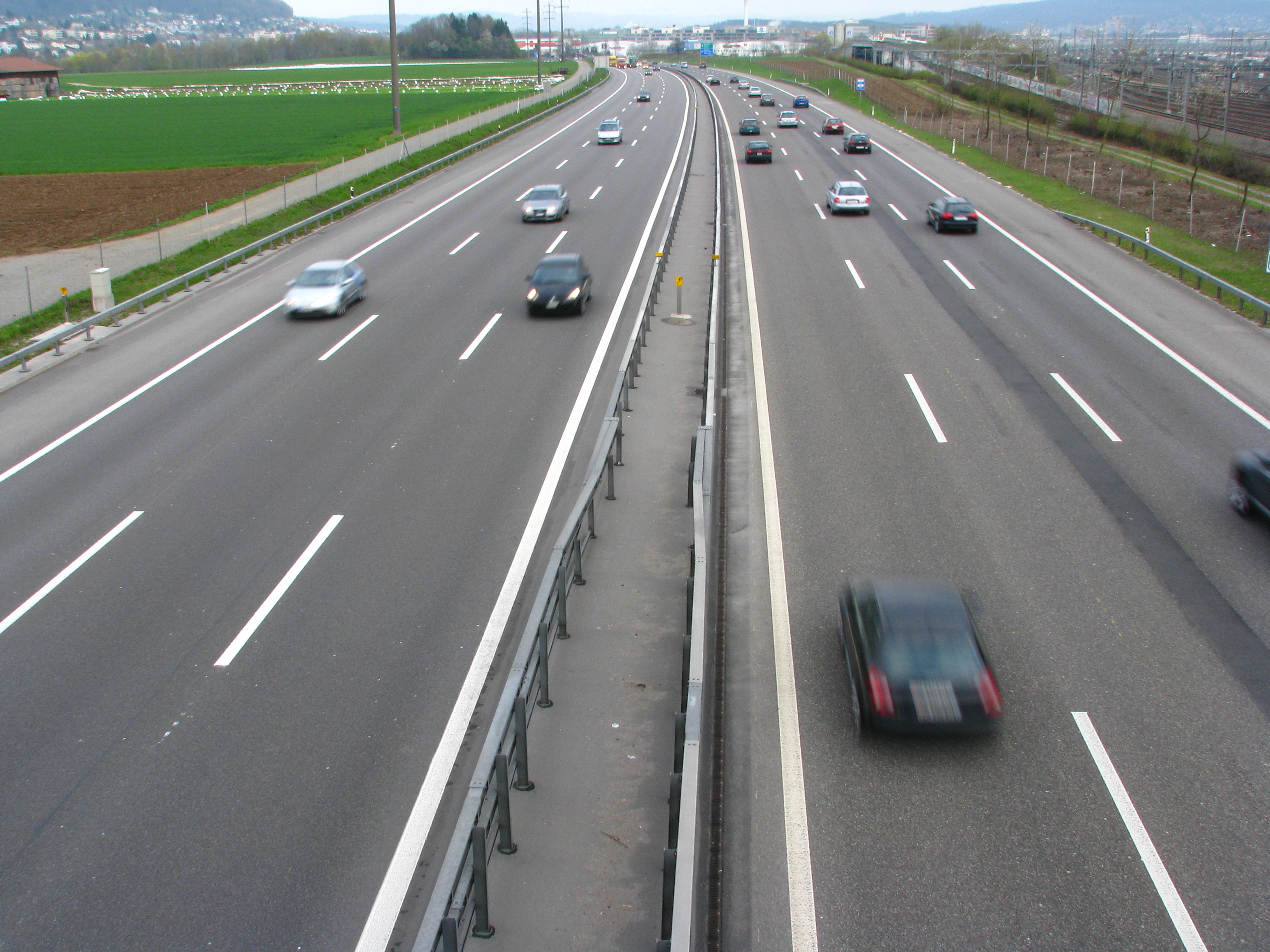
Vue de l'autoroute A1 en direction de Zurich entre Spreitenbach (57) et Dietikon (58).

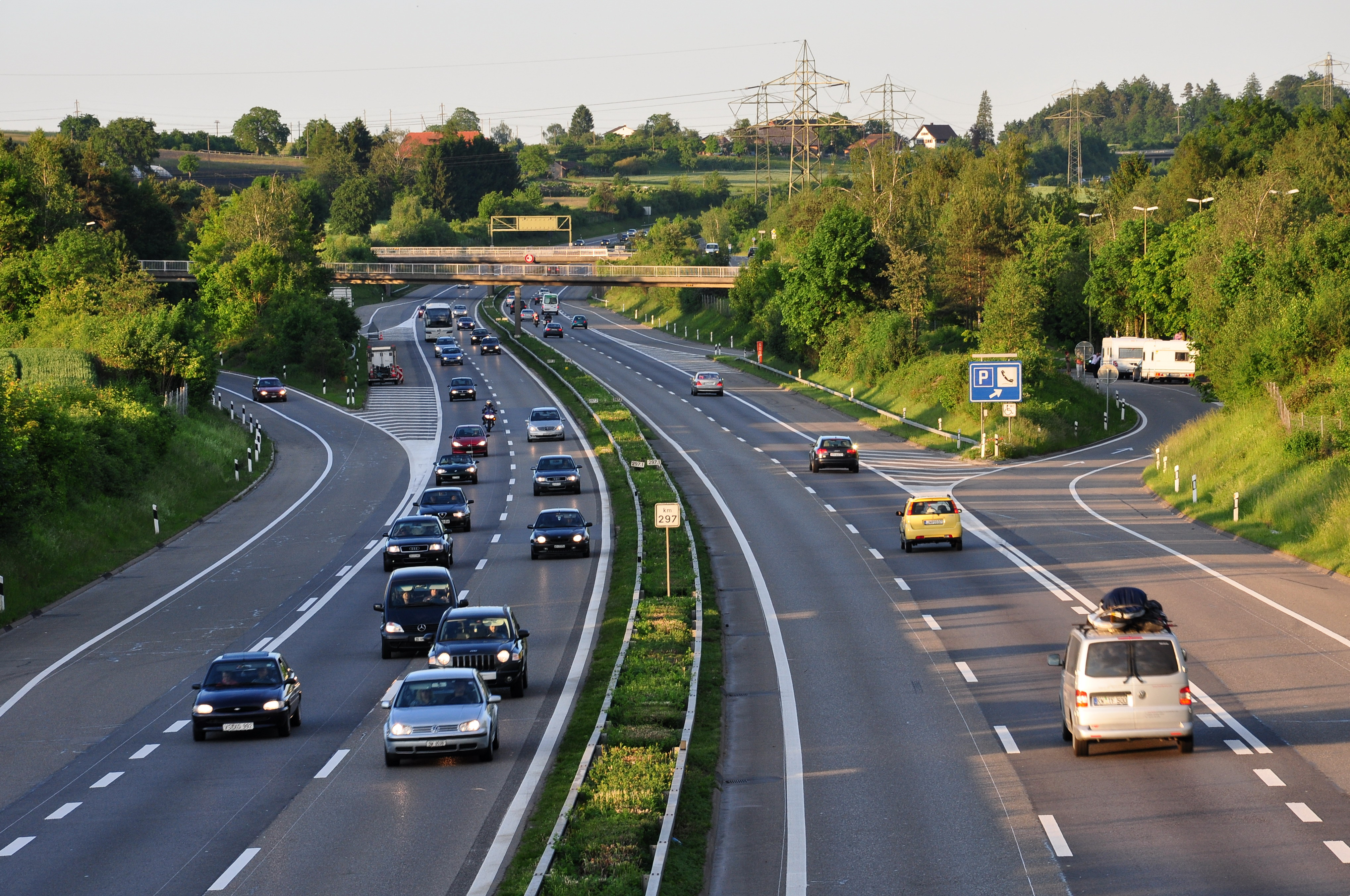
Autoroute A1 à Affoltern (61) au nord de Zurich.

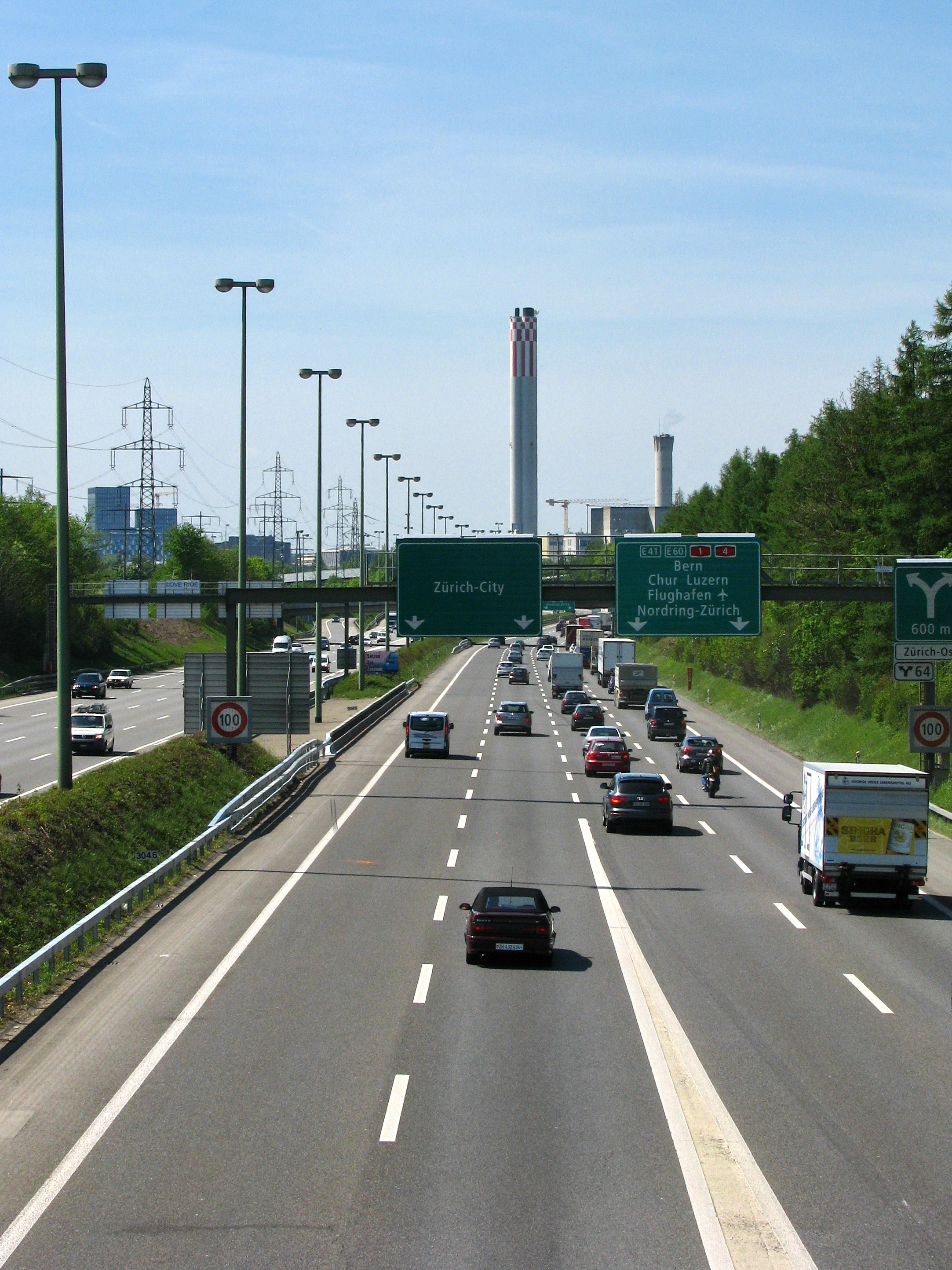
Échangeur 64 de Zürich-Ost.

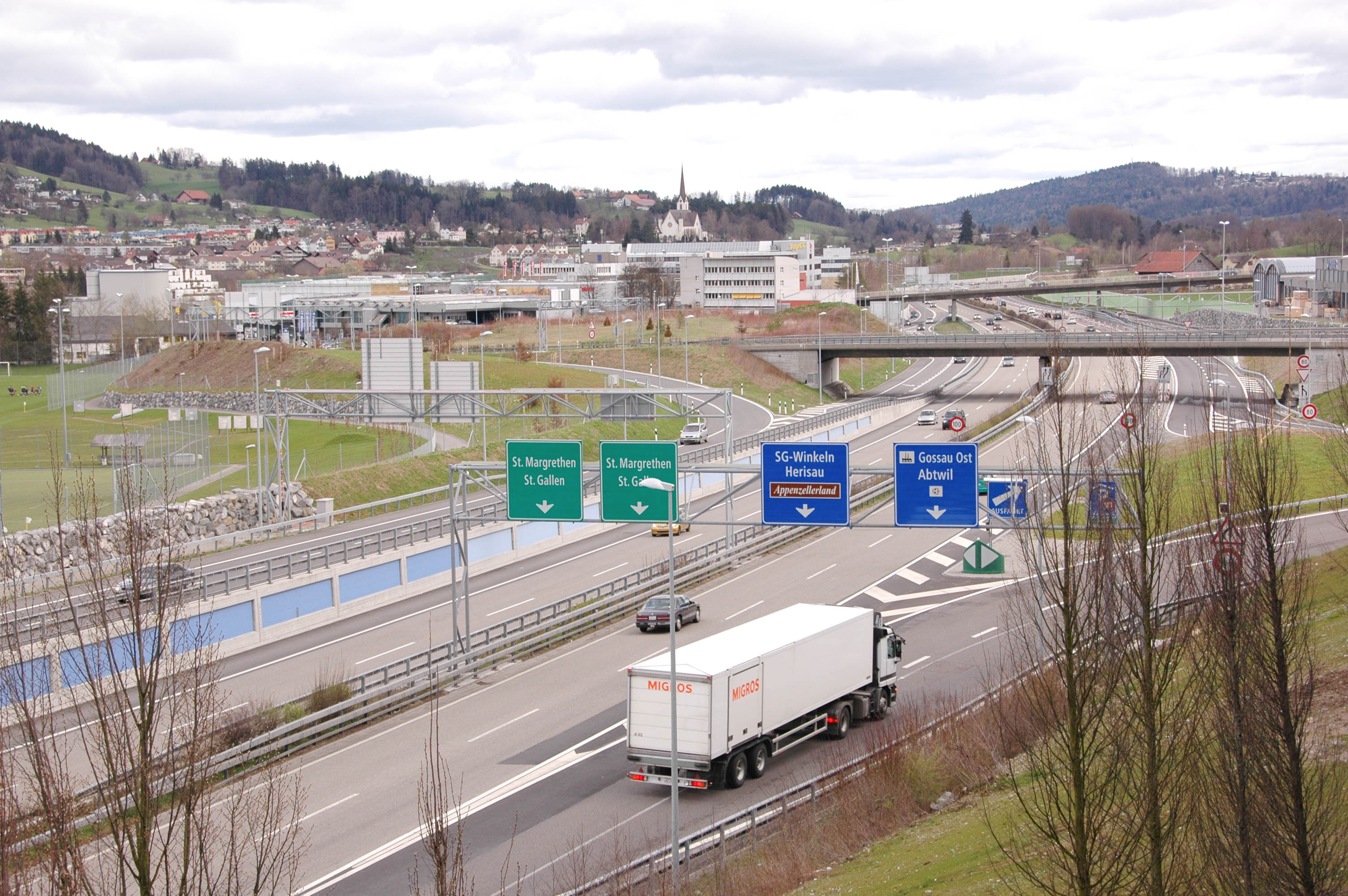
Sortie 80 Saint-Gall-Winkeln.

|                 | N° | km  | Nom                     | Directions                                                          | Remarques                                 |
| --------------- | -- | --- | ----------------------- | ------------------------------------------------------------------- | ----------------------------------------- |
| Poste de douane |    | 0   | Douane de Bardonnex     | Autoroute française A41 vers A40                                    |                                           |
| Échangeur       | 1  | 2   | Perly                   | vers Genève-La Praille, Thônex, Carouge                             |                                           |
| Sortie          | 2  | 2   | Perly                   | Perly, Plan-les-Ouates                                              |                                           |
| Sortie          | 3  | 5   | Bernex                  | Bernex, Genève, Onex, Chancy                                        |                                           |
|                 |    | 7   | Pont d'Aigues-Vertes    |                                                                     |                                           |
| Sortie          | 4  | 9   | Vernier                 | Vernier                                                             |                                           |
| Sortie          | 5  | 9   | Meyrin                  | Meyrin, Genève-Centre, Vernier                                      |                                           |
| Sortie          | 6  | 11  | Genève Aéroport         | Genève Aéroport                                                     |                                           |
| Sortie          | 7  | 13  | Grand-Saconnex          | Grand-Saconnex, Genève Aéroport, Grand-Saconnex, Palexpo            |                                           |
| Sortie          | 8  | 15  | Versoix                 | Versoix, Route du lac                                               | (uniquement dans le sens Genève-Lausanne) |
| Échangeur       | 9  | 16  | Le Vengeron             | vers Genève-Lac                                                     | (uniquement dans le sens Lausanne-Genève) |
| Sortie          | 10 | 25  | Coppet                  | Coppet, Versoix, Divonne                                            |                                           |
| Aire de repos   |    |     | Crans                   |                                                                     |                                           |
| Sortie          | 11 | 32  | Nyon                    | Nyon, Saint-Cergue                                                  |                                           |
| Sortie          | 12 | 37  | Gland                   | Gland, Begnins                                                      |                                           |
| Restoroute      |    | 41  | La Côte                 |                                                                     |                                           |
| Sortie          | 13 | 45  | Rolle                   | Rolle, Gimel                                                        |                                           |
| Sortie          | 14 | 50  | Aubonne                 | Aubonne, Allaman, Gimel                                             |                                           |
| Aire de repos   |    |     | Étoy                    |                                                                     |                                           |
| Sortie          | 15 | 57  | Morges Ouest            | Morges Ouest, Bière                                                 |                                           |
| Sortie          | 16 | 60  | Morges Est              | Morges Est, Cossonay (que dans le sens Lausanne-Genève)             |                                           |
| Échangeur       | 17 | 65  | Écublens                | vers Lausanne Sud, Centre, Ouchy                                    |                                           |
| Sortie          | 18 | 66  | Lausanne-Crissier       | Lausanne-Crissier, Bussigny, Renens                                 |                                           |
| Échangeur       | 19 | 68  | Villars-Sainte-Croix    | (Brigue-Lausanne-Vallorbe) vers Vevey, Fribourg, Simplon            |                                           |
| Sortie          | 20 | 72  | - Cossonay              | Cossonay, Vallée de Joux, Cheseaux                                  |                                           |
| Sortie          | 21 | 77  | - La Sarraz             | La Sarraz, Échallens                                                |                                           |
| Restoroute      |    | 80  | Restoroute de Bavois    |                                                                     |                                           |
| Sortie          | 22 | 84  | - Chavornay             | Chavornay                                                           |                                           |
| Échangeur       | 23 | 87  | Essert Pittet           | (Brigue-Lausanne-Vallorbe) vers Vallorbe                            |                                           |
| Échangeur       | 24 | 92  | Yverdon                 | (Yverdon-Neuchâtel) vers Neuchâtel                                  |                                           |
| Sortie          | 25 | 94  | Yverdon-Sud             | Yverdon-Sud, Moudon, Thierrens, Police                              |                                           |
| Restoroute      |    |     | Rose de la Broye        |                                                                     |                                           |
| Sortie          | 26 |     | Estavayer-le-Lac        | Estavayer-le-Lac                                                    |                                           |
| Sortie          | 27 | 115 | Payerne                 | Payerne, Fribourg                                                   |                                           |
| Sortie          | 28 | 128 | Avenches                | Avenches, Cudrefin                                                  |                                           |
| Sortie          | 29 | 140 | Morat                   | Morat, Neuchâtel                                                    |                                           |
| Sortie          | 30 | 144 | Kerzers                 | Kerzers, Lyss                                                       |                                           |
| Sortie          | 31 |     | Mühleberg               | Mühleberg, (que dans le sens Berne-Lausanne)                        |                                           |
| Sortie          | 32 | 158 | Berne-Brünnen           | Berne-Brünnen, Wohlen, Frauenkappelen                               |                                           |
| Sortie          | 33 |     | Berne-Bethlehem         | Berne-Bethlehem, (que dans le sens Berne-Lausanne)                  |                                           |
| Échangeur       | 34 | 160 | Weyermannshaus          | (Vevey-Fribourg,Berne) vers Grand-Saint-Bernard, Fribourg           |                                           |
| Sortie          | 35 | 160 | Berne-Forsthaus         | Berne-Forsthaus                                                     |                                           |
| Sortie          | 36 | 164 | Berne-Neufeld           | Berne-Neufeld                                                       |                                           |
| Échangeur       | 37 | 167 | Wankdorf                | (Bienne-Berne-Thoune) vers Thoune                                   |                                           |
| Restoroute      |    | 3   | Grauholz                |                                                                     |                                           |
| Échangeur       | 38 | 6   | Schönbühl               | (Bienne-Berne-Thoune) vers Schönbühl, Bienne                        |                                           |
| Sortie          | 39 | 15  | Kirchberg               | Kirchberg, Burgdorf, Langnau im Emmental                            |                                           |
| Aire de repos   |    | 16  | Chölfeld                |                                                                     |                                           |
| Sortie          | 40 | 26  | Kriegstetten            | Kriegstetten, Biberist, Gerlafingen                                 |                                           |
| Échangeur       | 41 | 31  | Luterbach               | (Yverdon-Bienne-Soleure)                                            |                                           |
| Restoroute      |    | 33  | Deitingen               |                                                                     |                                           |
| Sortie          | 42 | 36  | Wangen                  | Wangen, Herzogenbuchsee, Wiedlisbach                                |                                           |
| Aire de repos   |    |     | Oberbipp                |                                                                     |                                           |
| Sortie          | 43 | 41  | Niederbipp              | Niederbipp, Huttwil, Langenthal                                     |                                           |
| Sortie          | 44 | 44  | Oensingen               | Oensingen, Delémont, Moutier, Balsthal, Police                      |                                           |
| Échangeur       | 45 | 51  | Härkingen               | (Bâle-Gothard-Chiasso) vers Bâle                                    |                                           |
| Restoroute      |    | 54  | Gunzgen                 |                                                                     |                                           |
| Sortie          | 46 | 58  | - Rothrist              | Rothrist                                                            |                                           |
| Échangeur       | 47 | 58  | Wiggertal               | (Bâle-Gothard-Chiasso) vers Lucerne, Chiasso                        |                                           |
| Sortie          | 48 | 60  | Oftringen               | Oftringen, Zofingen                                                 |                                           |
| Aire de repos   |    | 60  | Oftringen               |                                                                     |                                           |
| Restoroute      |    | 68  | Kölliken                |                                                                     |                                           |
| Sortie          | 49 | 71  | Aarau-West              | Aarau-West, Schöftland, Kölliken, Suhr                              |                                           |
| Sortie          | 50 | 80  | Aarau-Ost               | Aarau-Ost, Schinznach, Hunzenschwil                                 |                                           |
| Aire de repos   |    | 82  | Lenzburg                |                                                                     |                                           |
| Sortie          | 51 | 84  | Lenzburg                | Lenzburg, Wohlen                                                    |                                           |
| Aire de repos   |    | 85  | Aire de repos           |                                                                     |                                           |
| Sortie          | 52 | 87  | Mägenwil                | Mägenwil, Mellingen, Birr                                           |                                           |
| Échangeur       | 53 | 91  | Birrfeld                | (Augst-Zurich-Sargans) vers Brugg, Bâle                             |                                           |
| Sortie          | 54 | 94  | - Baden                 | Baden, Bremgarten                                                   |                                           |
| Sortie          | 55 | 97  | - Neuenhof              | Neuenhof, Zurzach, Wettingen-Zentrum, Baden-Ost                     |                                           |
| Sortie          | 56 | 99  | - Wettingen             | Wettingen, Otelfingen                                               |                                           |
| Restoroute      |    | 101 | Würenlos                |                                                                     |                                           |
| Sortie          | 57 |     | - Spreitenbach          | Spreitenbach                                                        |                                           |
| Sortie          | 58 | 105 | - Dietikon              | Dietikon, Spreitenbach, Oetwil                                      |                                           |
| Échangeur       | 59 | 290 | Limmatthal              | 1h vers Zurich-City, (Augst-Zurich-Sargans) vers Coire              |                                           |
| Sortie          | 60 |     | - Zurich Weiningen      | Zurich Weiningen, (que dans le sens Zurich-Berne)                   |                                           |
| Sortie          | 61 | 295 | - Zurich Affoltern      | Zurich Affoltern, Zurich Oerlikon, Regensdorf                       |                                           |
| Aire de repos   |    |     | Büsisee                 |                                                                     |                                           |
| Sortie          | 62 | 306 | - Zurich Seebach        | Zurich Seebach, Glattbrugg, Rümlang                                 |                                           |
| Échangeur       | 63 |     | Zurich Nord             | (Bülach-Zurich-Nord) vers Bülach                                    |                                           |
| Échangeur       | 64 | 304 | Zurich Ost              | 1l (Zurich-Ost-Zurich-Unterstrass) vers Lucerne, Coire, Zurich-City |                                           |
| Sortie          | 65 | 306 | - Wallisellen           | Wallisellen, Dübendorf, Zurich-Schwamerdingen                       |                                           |
| Sortie          | 66 | 308 | - Brüttisellen          | Brüttisellen, (Kloten-Reichenburg) vers Rapperswil, Uster, Wangen   |                                           |
| Aire de repos   |    |     | Baltenswil              |                                                                     |                                           |
| Sortie          | 67 | 315 | - Effretikon            | Effretikon, Kempthal                                                |                                           |
| Restoroute      |    | 316 | Kempthal                |                                                                     |                                           |
| Sortie          | 68 | 320 | - Winterthur-Töss       | Winterthur-Töss                                                     |                                           |
| Sortie          | 69 | 323 | - Winterthur-Wülflingen | Winterthur-Wülflingen, Pfungen                                      |                                           |
| Échangeur       | 70 | 325 | Winterthur-Nord         | (Bargen-Zurich-Altorf)                                              |                                           |
| Sortie          | 71 | 326 | Winterthur-Ohringen     | Winterthur-Ohringen, Police                                         |                                           |
| Aire de repos   |    | 327 | Forrenberg              |                                                                     |                                           |
| Sortie          | 72 | 330 | Oberwinterthur          | Oberwinterthur, Wiesendangen                                        |                                           |
| Échangeur       | 73 | 331 | Winterthur-Ost          | (Kreuzlingen-Winterthur) vers Kreuzlingen, Frauenfeld               |                                           |
| Sortie          | 74 | 333 | Attikon                 | Attikon, (que dans le sens Saint-Gall-Zurich                        |                                           |
| Aire de repos   |    |     | Oberweiler              |                                                                     |                                           |
| Sortie          | 75 | 343 | Matzingen               | Matzingen, Wängi, Aadorf                                            |                                           |
| Aire de repos   |    | 346 | Hexentobel              |                                                                     |                                           |
| Sortie          | 76 | 350 | Münchwilen              | Münchwilen, Sirnach                                                 |                                           |
| Sortie          | 77 | 354 | Wil                     | Wil, Wildhaus, Wattwil, Toggenburg                                  |                                           |
| Restoroute      |    | 358 | Thurau                  |                                                                     |                                           |
| Sortie          | 78 | 363 | Uzwil                   | Uzwil, Bischofszell, Flawil, Oberbüren, Police                      |                                           |
| Sortie          | 79 | 370 | Gossau                  | Gossau                                                              |                                           |
| Aire de repos   |    |     | Wildhus                 |                                                                     |                                           |
| Sortie          | 80 | 376 | Saint-Gall-Winkeln      | Saint-Gall-Winkeln, Herisau                                         |                                           |
| Aire de repos   |    |     | Moosmüli                |                                                                     |                                           |
| Sortie          | 81 | 380 | Saint-Gall-Kreuzbleiche | Saint-Gall-Kreuzbleiche, Appenzell                                  |                                           |
| Sortie          | 82 |     | Saint-Gall-Fiden        | Saint-Gall-Fiden                                                    |                                           |
| Sortie          | 83 |     | Saint-Gall, Neudorf     | Saint-Gall, Neudorf, Heiden                                         |                                           |
| Échangeur       | 84 | 388 | Meggenhus               | 1.l (Rorschach-Arbon) vers Rorschach, Kreuzlingen                   |                                           |
| Aire de repos   |    |     | Aire de repos           |                                                                     |                                           |
| Sortie          | 85 | 399 | Rheineck                | Rheineck, Thal, Police                                              |                                           |
| Restoroute      |    |     | St. Margrethen          |                                                                     |                                           |
| Sortie          | 86 | 407 | St. Margrethen          | St. Margrethen, Munich, Bregenz                                     |                                           |
| Poste de douane |    |     | Frontière               | Autriche                                                            |                                           |

### Autoroute A1a (Genève)

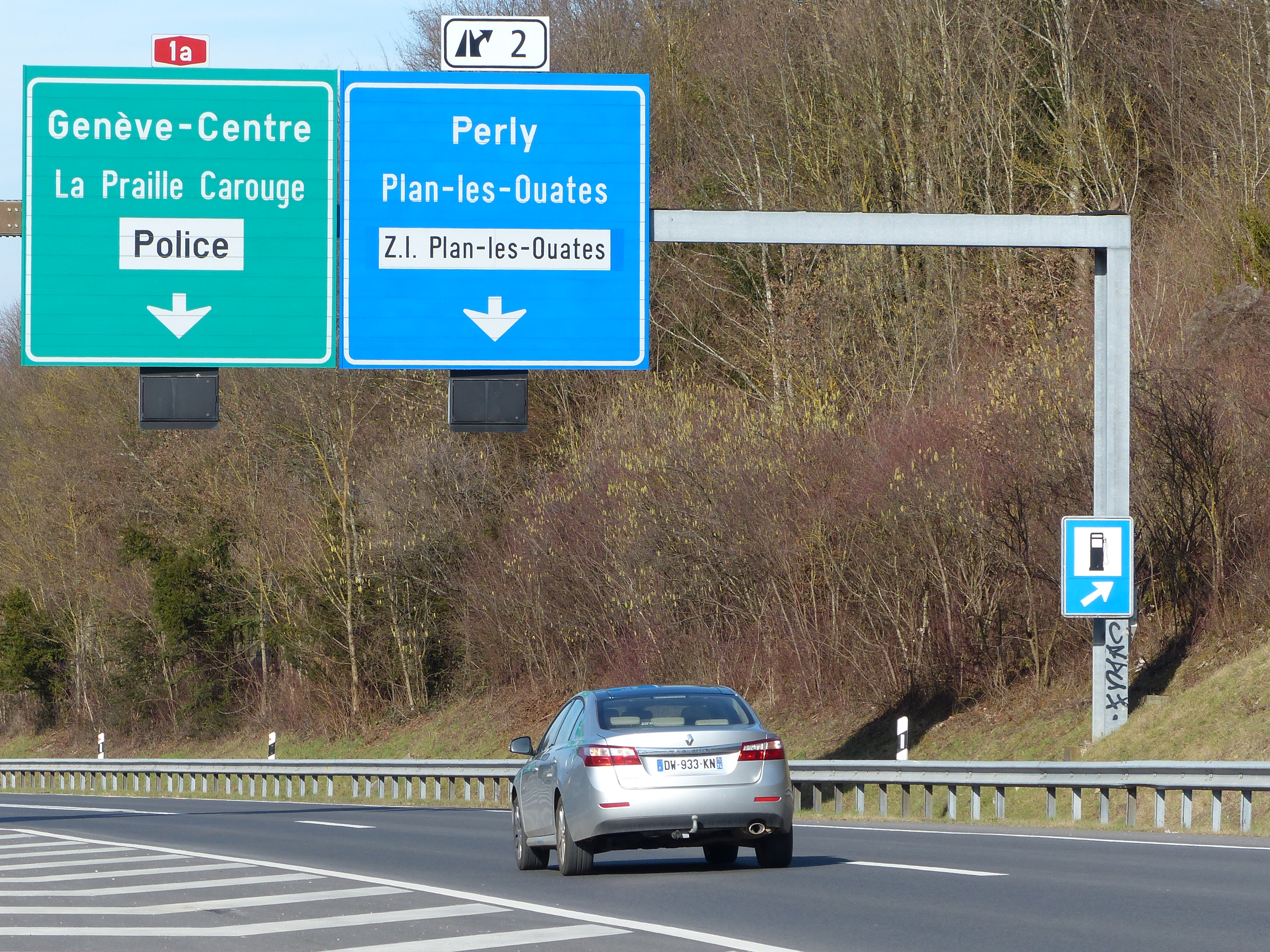
Embranchement vers A1a en provenance de la France.

|           | N° | km | Nom        | Directions                                                         | Remarques |
| --------- | -- | -- | ---------- | ------------------------------------------------------------------ | --------- |
| Échangeur | 1  | 0  | Perly      |                                                                    |           |
| Sortie    | 2  |    | Perly      | Perly, Plan-les-Ouates,                                            |           |
| Sortie    | 2  |    | Lancy-Sud  | Lancy-Sud, Carouge-Centre, Thônex, Police, 104                     |           |
| Sortie    | 3  |    | La Praille | La Praille, Carouge,                                               |           |
| Sortie    | 4  |    | Etoile     | Etoile, La Praille-Acacias / Genève-Centre, Jonction, Les Vernets, |           |

### Autoroute A1a (Genève Lac)
|           | N° | km | Nom         | Directions         | Remarques |
| --------- | -- | -- | ----------- | ------------------ | --------- |
| Échangeur | 9  | 0  | Le Vengeron |                    |           |
| Sortie    | 2  |    | Genève-Lac  | Genève-Lac, Évian, |           |

### Autoroute A1a (Lausanne-Sud)
|           | N° | km | Nom                | Directions                                                          | Remarques |
| --------- | -- | -- | ------------------ | ------------------------------------------------------------------- | --------- |
| Échangeur | 17 | 0  | Ecublens           |                                                                     |           |
| Sortie    | 2  |    | Lausanne-Malley    | Lausanne-Malley, et Centre, St-Sulpice, Ecublens, Université, EPFL, |           |
| Sortie    | 3  |    | Lausanne-Maladière | Lausanne-Maladière, Centre, Montoie, Ouchy et Vevey, 138            |           |

### Autoroute A1h (Zurich-Hardturm)

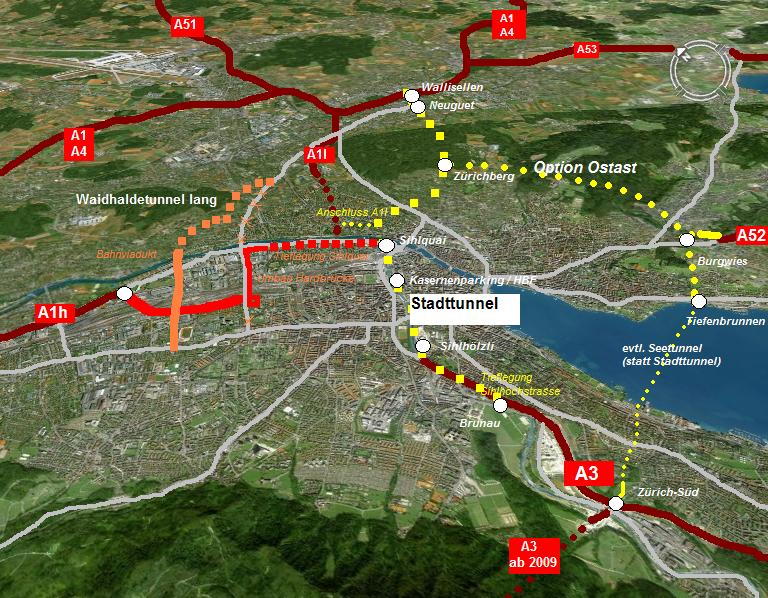
Les autoroutes A1, A1H et A1L à Zurich.

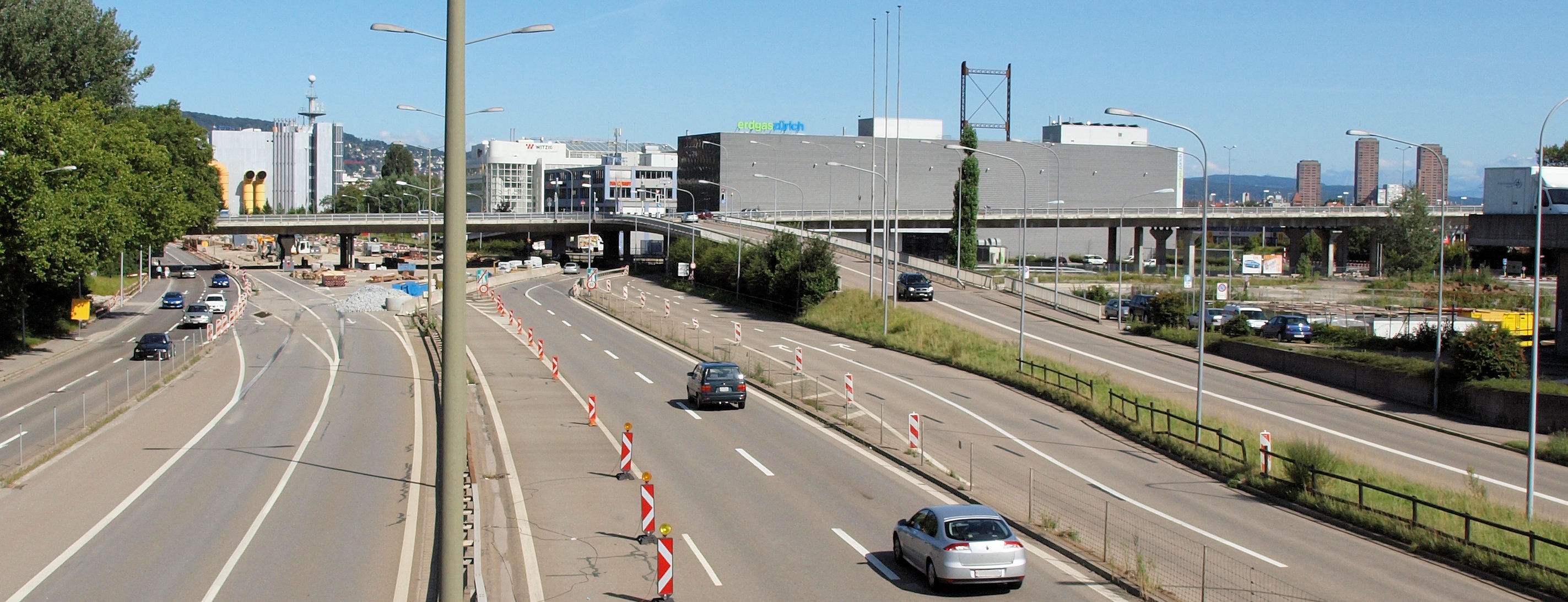
Sortie 3 Hardturm à Zurich sur l'A1H.

|           | N° | km | Nom               | Directions                    | Remarques |
| --------- | -- | -- | ----------------- | ----------------------------- | --------- |
| Échangeur | 59 | 0  | Limmatthaler      | E41 · E60                     |           |
| Sortie    | 2  |    | Zürich-Altstetten | Zürich-Altstetten, Schlieren, |           |
| Sortie    | 3  |    | Zürich-Hardturm   | Zürich-Hardturm, Zurich-City, |           |

### Autoroute A1l (Zurich-Letten)

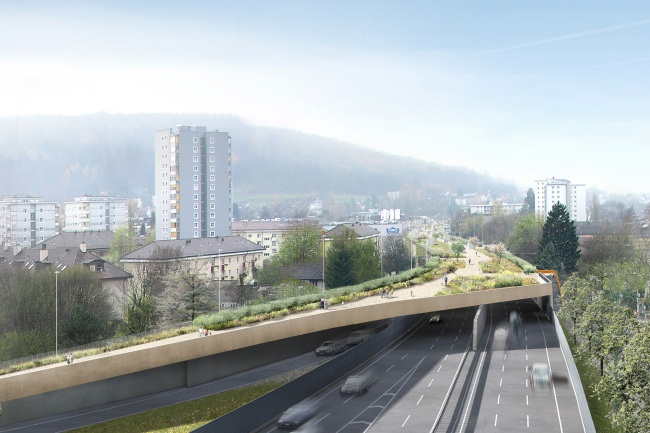
Projet en cours pour le recouvrement de l'autoroute urbaine A1L (échangeur 64 de Zürich-Ost) à Schwamendingen à Zurich.

|           | N° | km | Nom                   | Directions             | Remarques |
| --------- | -- | -- | --------------------- | ---------------------- | --------- |
| Échangeur | 64 | 0  | Zürich-Ost            |                        |           |
| Sortie    | 4  |    | Zürich-Aubrugg        | Zürich-Aubrugg         |           |
| Sortie    | 3  |    | Zürich-Schwamendingen | Zürich-Schwamendingen, |           |
| Sortie    | 2  |    | Zürich-Unterstrass    | Zürich-Unterstrass,    |           |
| Sortie    | 1  |    | Zürich-Letten         | Zürich-Letten          |           |

### Autoroute A1.1 (Bretelle autoroutière Bodensee)
|           | N° | km | Nom        | Directions      | Remarques                         |
| --------- | -- | -- | ---------- | --------------- | --------------------------------- |
| Échangeur | 84 | 0  | Meggenhus  |                 |                                   |
| Sortie    | 3  |    | Rorschach  | Rorschach, 452  |                                   |
| Sortie    | 2  |    | Arbon-Süd  | Arbon-Süd       |                                   |
| Sortie    | 1  |    | Arbon-West | Arbon-West, 474 | (uniquement en direction d'Arbon) |

Rejoint la 

## Ouvrages d'art
- Tunnel de Confignon (1 240 m)
- Tunnel de Chèvres (400 m)
- Pont d'Aigues-Vertes (251 m)
- Tunnel de Vernier (1 940 m)
- Tranchée couverte de l'Aéroport Genève-Cointrin (200 m)
- Pont haubané du Grand-Saconnex (en chantier 2020-2023)
- Viaduc de La Versoix (304 m)
- Pont sur l'Asse
- Échangeur de Villars Ste-Croix
- Viaducs du Coudray (490 m)
- Ponts du Talent
- Viaduc du Chêne
- Échangeur d'Essert-Pittet
- Tunnel de Pomy (3 000 m)
- Tunnel de Champ Baly (240 m)
- Viaduc de Cuarny (420 m)
- Viaduc de Cronay (929 m)
- Ponts sur la Mentue (de) (540 m)
- Viaduc des Vaux (945 m)
- Viaduc de Golaz (450 m)
- Tunnel d'Arrissoules (3 000 m)
- Viaduc de la Baume (304 m)
- Tunnel de Bruyères-Châbles (840 m)
- Viaduc de Lully (964 m)
- Tranchée couverte de Frasses (466 m)
- Tranchée couverte de Sévaz (540 m)
- Pont de la Broye (458 m)
- Tunnel Les Vignes (2 300 m)
- Tranchée couverte de Combette (1 123 m)
- Tunnel Chantemerle (1 373 m)
- Viaduc Löwenberg (665 m)
- Viaduc Galmiz (729 m)
- Viaduc de la Sarine (849 m)
- Tunnel de Brünnen (510 m)
- Viaduc de Felsenau (1 116 m)
- Tunnel du Baregg (de) (1 080 m)
- Tunnel de Neuenhof (150 m)
- Tunnel de Gubrist (3 273 m)
- Stelzentunnel (380 m)
- Thurbrücke (505 m)
- Sitterbrücke (600 m)
- Sitterwaldbrücke (395 m)
- Tunnel de Rosenberg (1 440 m)
- Tunnel de Stephanshom (570 m)